# Omineus humeralis
Omineus humeralis es una especie de coleóptero de la familia Mycteridae.

## Distribución geográfica
Habita en Japón.